# Palstrup
Palstrup er en herregård beliggende ca. tre kilometer syd for Rødkærsbro, i Højbjerg Sogn i det tidligere Lysgård Herred, Viborg Amt, nu Viborg Kommune. Den hørte i middelalderen under Tvilum Kloster. Den nuværende hovedbygning ligger på et stort voldsted efter et tidligere anlæg, opført af rigsråd Oluf Parsberg i midten af 1600-tallet. Af Parsbergs gård er der tilbage kun fire løvefigurer i sandsten, ved broerne over de to voldgrave, med hans våbenskjold, og årstallet 1656.
Den nuværende hovedbygning opført 1722-36 af major Janus Friedenreich er bygget af røde mursten i to etager med en midterkvist, formentlig med Nicolaus Hinrich Rieman som bygmester.
Palstrup blev i 1918 købt af grosserer Chr. J. Kampmann, der lod sin bror Hack Kampmann stå for en større ombygning og modernisering i 1919, hvor der tilføjedes to sidefløje i stedet for to, der var revet ned i det 18. århundrede. Der er en stråtækt ladebygning fra 1784 og stenbroen over den indre voldgrav er fra 1656.

## Eksterne kilder og henvisninger
- Om Palstrup på www.hcandersen-homepage.dk
- Den Store Danske
- Jytte Ortmann: Guide over Danske herregårde og Slotte 1985 ISBN 87-7600-108-3
- J.P. Trap: Danmark, bd. 7 Viborg Amt, femte udgave 1962.

56°19′17.73″N 9°30′58.02″Ø / 56.3215917°N 9.5161167°Ø